# IPad (settima generazione)
L'iPad di settima generazione, anche noto come iPad 7 o iPad 2019, è un tablet computer prodotto dalla Apple Inc, presentato il 10 settembre 2019 allo Steve Jobs Theater dal CEO di Apple Tim Cook.
L'iPad di settima generazione è disponibile dal 25 settembre 2019 con il nuovo sistema operativo iPadOS.

## Caratteristiche

### Hardware

#### Processore

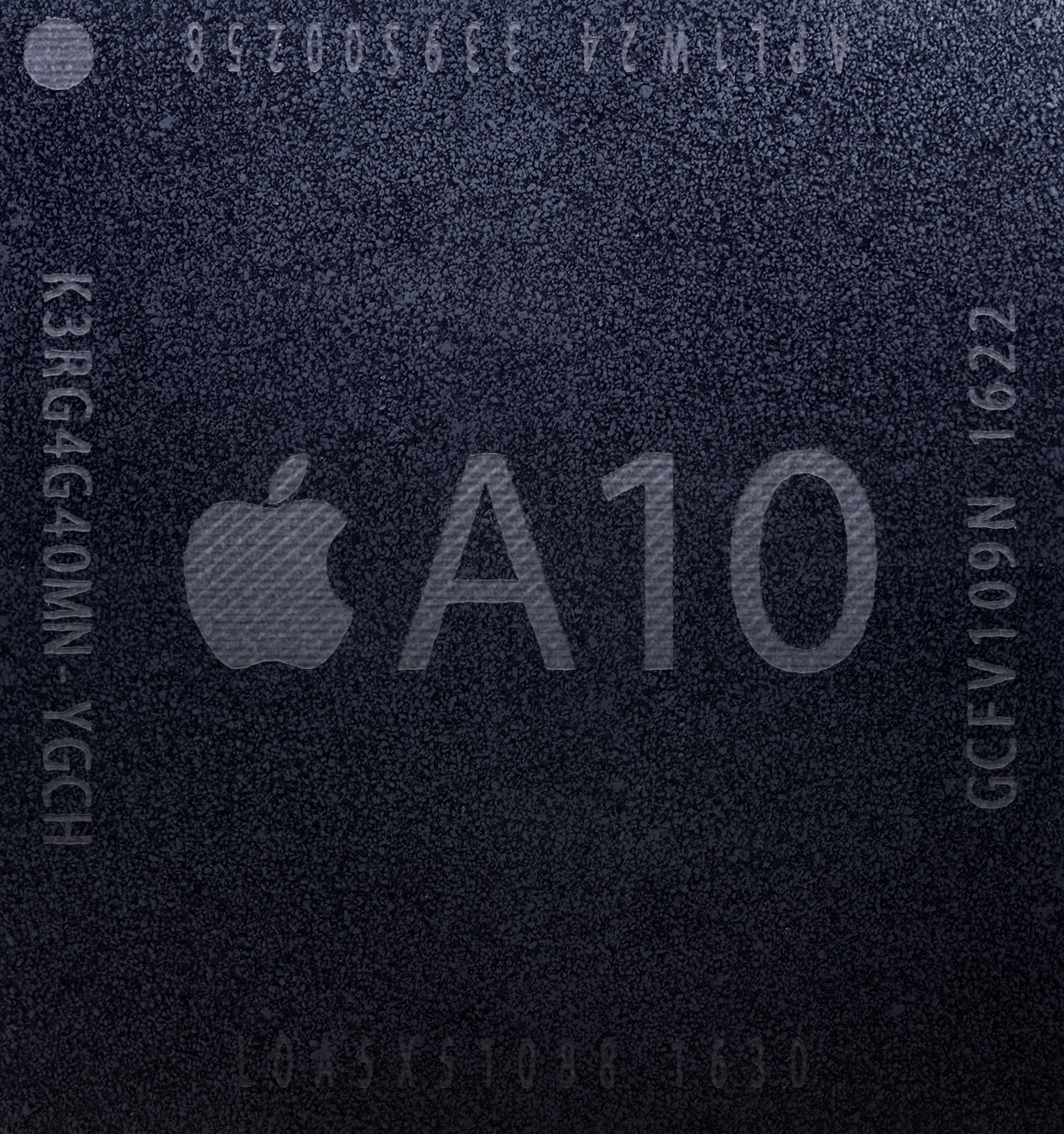
Il processore Apple A10 Fusion.

L'iPad di settima generazione possiede un processore Apple A10 Fusion a 64-bit basato su ARM, progettato da Apple Inc e prodotto da TSMC, con processo a 16 nm, presentato per la prima volta sui dispositivi iPhone 7 e iPhone 7 Plus.

#### Fotocamere
Possiede due fotocamere, una frontale e una posteriore. Quella posteriore è da 8.0 MP, apertura ƒ/2.4, con zoom digitale 3x in grado di eseguire registrazioni video Full HD (1080p) fino a 30 fps, mentre quella frontale è da 1.2 MP, apertura ƒ/2.2, in grado di eseguire registrazioni video HD a 720p fino a 30 fps.

#### Colorazioni
Le colorazioni disponibili sono argento, grigio siderale e oro.

## Accessori

### Penne digitali compatibili

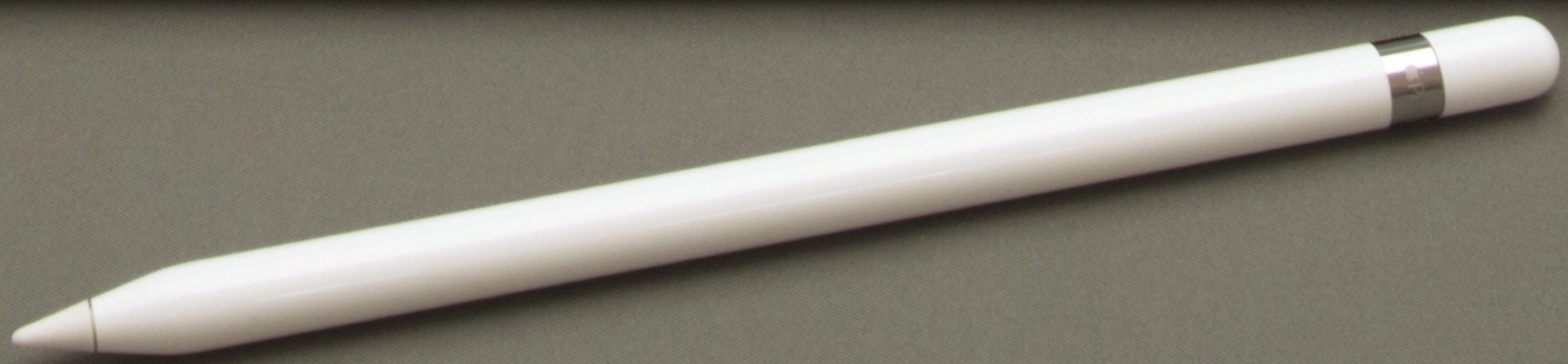
La Apple Pencil di prima generazione.

- 2015: Apple Pencil (1ª generazione)[5]
- 2019: Logitech Crayon[6]

### Smart Keyboard
Rispetto alle precedenti versioni, l'iPad di settima generazione è dotato dello Smart Connector sul lato sinistro che gli permette la compatibilità con lo Smart Keyboard di Apple e con altre custodie con tastiere di terze parti compatibili con Smart Connector, come il Rugged Folio di Logitech.